# Streuobstsorte des Jahres
Verschiedene Organisationen bestimmen auf regionaler oder Landesebene eine „Streuobstsorte des Jahres“, um auf den Rückgang dieser Kulturpflanzen-Form aufmerksam zu machen. Unter diesen Organisationen sind z. B. der „Pomologen-Verein e. V.“, die „Rhöner Apfelinitiative“, der „Landesverband für Obstbau, Garten und Landschaft Baden-Württemberg“, der „Verband der Gartenbauvereine Saarland/Pfalz“.
Einen laufenden Gesamtüberblick über alle „Obstsorten des Jahres“ in Deutschland bietet der „NABU-Bundesfachausschuss Streuobst“ (siehe Weblinks).
Die Auswahl der Streuobstsorte des Jahres erfolgt nach sehr unterschiedlichen Gesichtspunkten: häufig nach der Gefährdung oder Bedeutung der Sorte oder dem Rückgang des jeweiligen Anbau-Volumens. Die Vereine sind bemühen sich also, die Vielfalt der Obstsorten zu erhalten. Die Kooperation mit Baumschulen spielt eine gewisse Rolle, denn zur Nach- und Neupflanzung sollten die jeweiligen Sorten auch lieferbar sein.

## Regionale Initiativen des Pomologenvereins
Die verschiedenen Landesgruppen des Pomologen-Vereins e. V. stellen für die Regionen spezifische Landeslisten auf. Diese sollen im Folgenden dargestellt werden.

### Liste der Hessischen Lokalsorten
Die Hessische Lokalsorte des Jahres wird jährlich durch die Landesgruppe Hessen des „Pomologen-Vereins e. V.“ benannt. Es soll auf erhaltenswerte alte Obstsorten in Hessen aufmerksam gemacht werden. Dabei werden jedes Jahr entsprechende Aktionen und Öffentlichkeitsarbeit durchgeführt, wie Pflegemaßnahmen an Altbäumen, Reisergewinnung und Abgabe an Baumschulen, Pflanzaktionen sowie Vorträge und Ausstellungen.
Hessische Lokalsorten seit 2003:
| Jahr | Apfelsorte                 | Abbildung |
| ---- | -------------------------- | --------- |
| 2003 | Heuchelheimer Schneeapfel  |           |
| 2004 | Körler Edelapfel           |           |
| 2005 | Ditzels Rosenapfel         |           |
| 2006 | Gacksapfel                 |           |
| 2007 | Kloppenheimer Streifling   |           |
| 2008 | Ausbacher Roter            |           |
| 2009 | Dorheimer Streifling       |           |
| 2010 | Gestreifter Matapfel       |           |
| 2011 | Metzrenette                |           |
| 2012 | Spitzrabau                 |           |
| 2013 | Siebenschläfer (Apfel)     |           |
| 2014 | Vaterapfel                 |           |
| 2015 | Anhalter                   |           |
| 2016 | Weilburger                 |           |
| 2017 | Wetzlarer Hartapfel        |           |
| 2018 | Ruhm aus Kelsterbach       |           |
| 2019 | Kalbfleischapfel           |           |
| 2020 | Lippoldsberger Tiefenblüte |           |
| 2021 | Hofheimer Glanzrenette     |           |
| 2022 | Friedberger Bohnapfel      |           |
| 2023 | Bischofsmütze              |           |
| 2024 | Korbacher Edelrenette      |           |
| 2025 | Sossenheimer Roter         |           |

### Liste der Obstsorten Mecklenburg-Vorpommern
Die „Obstsorte des Jahres“ wird von der Landesgruppe Mecklenburg-Vorpommern des „Pomologen-Vereins e. V.“ benannt.
| Jahr | Apfelsorte             | Abbildung |
| ---- | ---------------------- | --------- |
| 2020 | Pommerscher Krummstiel |           |
| 2021 | Gelber Richard         |           |
| 2022 | Pommersche Schneeapfel |           |
| 2023 | Fürst Blücher          |           |
| 2024 | Müschens Rosenapfel    |           |
| 2025 | Pommerscher Langsüßer  |           |

### Liste der Streuobstsorten Nordrhein-Westfalen
Die NRW-Obstsorte des Jahres wird von der Landesgruppe Nordrhein-Westfalen des „Pomologen-Vereins e. V.“ benannt.
| Jahr | Apfelsorte                 | Abbildung |
| ---- | -------------------------- | --------- |
| 2014 | Kaiser Wilhelm             |           |
| 2015 | Harberts Renette           |           |
| 2016 | Rheinisches Seidenhemdchen |           |
| 2017 | Luxemburger Triumph        |           |

### Liste der Streuobstsorten Saarland / Rheinland-Pfalz
Die Lokalsorte des Jahres für Saarland / Rheinland-Pfalz oder auch Streuobstsorte des Jahres wird seit 2000 vom „Verband der Gartenbauvereine Saarland / Rheinland-Pfalz e. V.“ (BAGL) benannt.
Lokalsorten Saarland / Rheinland-Pfalz seit 2000:
| Jahr | Obstsorte                    | Abbildung |
| ---- | ---------------------------- | --------- |
| 2000 | Rote Sternrenette            |           |
| 2001 | Großer Rheinischer Bohnapfel |           |
| 2002 | Roter Bellefleur             |           |
| 2003 | Gute Graue                   |           |
| 2004 | Gelber Edelapfel             |           |
| 2005 | Metzer Mirabelle             |           |
| 2006 | Doppelte Philippsbirne       |           |
| 2007 | Harberts Renette             |           |
| 2008 | Spanisch Braune (Kirsche)    |           |
| 2009 | Trockener Martin (Birne)     |           |
| 2010 | Luxemburger Renette          |           |
| 2011 | Kaiser Wilhelm               |           |
| 2012 | Hauszwetsche                 |           |
| 2013 | Weißer Trierer Weinapfel     |           |
| 2014 | Goldparmäne                  |           |
| 2015 | Köstliche aus Charneu        |           |
| 2016 | Porzenapfel                  |           |
| 2017 | Erbachhofer Mostapfel        |           |
| 2018 | Mirabelle aus Nancy          |           |
| 2019 | Moseleisenapfel              |           |
| 2020 | Große Prinzesskirsche        |           |
| 2021 | Roter Trierer Weinapfel      |           |
| 2022 | Eifeler Rambur               |           |

### Liste der Streuobstsorten Norddeutschland
| Jahr | Obstsorte                                         | Abbildung |
| ---- | ------------------------------------------------- | --------- |
| 2001 | Finkenwerder Prinzenapfel                         |           |
| 2002 | Celler Dickstiel oder Krügers Dickstiel           |           |
| 2003 | Ruhm aus Kirchwerder                              |           |
| 2004 | Biesterfelder Renette                             |           |
| 2005 | Wilstedter Apfel                                  |           |
| 2006 | Altländer Pfannkuchenapfel                        |           |
| 2007 | Seestermüher Zitronenapfel                        |           |
| 2008 | Wohlschmecker aus Vierlanden                      |           |
| 2009 | Stina Lohmann                                     |           |
| 2010 | Juwel aus Kirchwerder                             |           |
| 2011 | Martini (Apfel)                                   |           |
| 2012 | Rotfranch                                         |           |
| 2013 | Knebusch                                          |           |
| 2014 | Gelber Richard                                    |           |
| 2015 | Rosa Claussen                                     |           |
| 2016 | Horneburger Pfannkuchen                           |           |
| 2017 | Tietjenapfel                                      |           |
| 2018 | Roter Brasilienapfel (Mecklenburger Königsapfel)  |           |
| 2019 | Dithmarscher Paradiesapfel (Weißer Paradiesapfel) |           |
| 2020 | Danziger Kantapfel                                |           |
| 2021 | Ingrid-Marie                                      |           |
| 2022 | Schöner aus Haseldorf                             |           |
| 2023 | Holländer Prinz                                   |           |
| 2024 | Weißer Winterglockenapfel                         |           |
| 2025 | Ontarioapfel                                      |           |

### Liste der Pfälzer Obstbäume des Jahres
Der „Pfälzer Obstbaum des Jahres“ wird seit dem Jahr 2000 durch den Arbeitskreis „Historische Obstsorten Pfalz-Elsass-Kurpfalz“ der Landesgruppe Rheinland-Pfalz/Saarland/Luxemburg des Pomologen-Vereins ausgewählt.
| Jahr | Obstsorte                                            | Abbildung |
| ---- | ---------------------------------------------------- | --------- |
| 2000 | Heimeldinger                                         |           |
| 2001 | Kandeler Zuckerzwetschge                             |           |
| 2002 | Seitersbirne                                         |           |
| 2003 | Lambsheimer Kurzstielkirsche                         |           |
| 2004 | Herrgottsapfel                                       |           |
| 2005 | Veldenzer (Birne)                                    |           |
| 2006 | Grasblümchen                                         |           |
| 2007 | Frankelbacher Weinbirne                              |           |
| 2008 | Haumüller (Süßkirsche)                               |           |
| 2009 | Freinsheimer Taffetapfel                             |           |
| 2010 | Weinröschen (Apfel)                                  |           |
| 2011 | Weinling (Apfel) oder: Weißapfel, Weißer Taffetapfel |           |
| 2012 | Offenbacher Rote (Birne)                             |           |
| 2013 | Dürkheimer Krachmandel                               |           |
| 2014 | Roter Augustiner (Apfel)                             |           |
| 2015 | Frühe Rote Meckenheimer (Süßkirsche)                 |           |

### Liste der sächsischen Obstsorten des Jahres
| Jahr | Obstsorte                   | Abbildung |
| ---- | --------------------------- | --------- |
| 2016 | Gelbe Sächsische Renette    |           |
| 2017 | Safranapfel                 |           |
| 2018 | Maibiers Parmäne            |           |
| 2019 | Kleiner Herrenapfel         |           |
| 2020 | Sächsischer Königsapfel     |           |
| 2021 | Oberlausitzer Muskatrenette |           |
| 2022 | Böhmischer Rosenapfel       |           |
| 2023 | Grüne Hoyerswerder (Birne)  |           |
| 2024 | Lausitzer Nelkenapfel       |           |

## Weitere Initiativen

### Bisherige Streuobstsorten des Jahres am Beispiel Baden-Württemberg
Der Landesverband für Obstbau, Garten und Landschaft Baden-Württemberg e. V. (LOGL) schreibt: „Obstwiesen sind Lebensraum für viele Pflanzen- und Tierarten und weisen eine große Sorten- und Artenvielfalt auf. Der hohe ökologische Wert basiert auf robusten und wenig pflegebedürftigen Sorten, die auch als Genreservoir zu sehen sind. Um die Bekanntheit dieser Sorten zu steigern und auf ihren unschätzbaren Wert aufmerksam zu machen kürt der LOGL bereits seit 1998 die ‚Streuobstsorte des Jahres‘ und trägt so zum Erhalt der Artenvielfalt in Streuobstwiesen bei.“
| Jahr | Obstsorte                              | Abbildung |
| ---- | -------------------------------------- | --------- |
| 1998 | Jakob Fischer                          |           |
| 1999 | Karcherbirne                           |           |
| 2000 | Brennkirsche Dolleseppler              |           |
| 2001 | Rote Sternrenette                      |           |
| 2002 | Sülibirne                              |           |
| 2003 | Dattelzwetschge                        |           |
| 2004 | Luikenapfel                            |           |
| 2005 | Palmischbirne                          |           |
| 2006 | Danziger Kantapfel                     |           |
| 2007 | Unterländer Kirsche                    |           |
| 2008 | Wilde Eierbirne                        |           |
| 2009 | Esslinger Scheckenkirsche              |           |
| 2010 | Kleiner Fleiner                        |           |
| 2011 | Herzogin Elsa                          |           |
| 2012 | Rosenapfel vom Schönbuch               |           |
| 2013 | Paulsbirne                             |           |
| 2014 | Französische Goldrenette               |           |
| 2015 | Brenn- und Schüttelkirsche Benjaminler |           |
| 2016 | Ulmer Butterbirne                      |           |
| 2017 | Sonnenwirtsapfel                       |           |
| 2018 | Knausbirne                             |           |
| 2019 | Öhringer Blutstreifling                |           |
| 2020 | Gelbe Wadelbirne                       |           |
| 2021 | Purpurroter Zwiebelapfel               |           |
| 2022 | Ersinger Frühzwetschge                 |           |
| 2023 | Börtlinger Weinapfel                   |           |
| 2024 | Bühler Frühzwetschge                   |           |
| 2025 | Böblinger Straßenapfel                 |           |

### Liste der Äpfel des Jahres der Rhöner Apfelinitiative
| Jahr | Obstsorte                              | Abbildung                |
| ---- | -------------------------------------- | ------------------------ |
| 2002 | Ausbacher Rotapfel                     |                          |
| 2003 | Jakob Fischer                          |                          |
| 2004 | Rote Sternrenette                      |                          |
| 2005 | Prinzenapfel                           |                          |
| 2006 | Seebaer Borsdorfer oder Fromms Renette |                          |
| 2007 | Kaiser Wilhelm oder Peter Broich       |                          |
| 2008 | Pflankenapfel (Lokalsorte der Rhön)    |                          |
| 2009 | Boikenapfel                            |                          |
| 2010 | Lohrer Rambur                          |                          |
| 2011 | Wintergoldparmäne                      |                          |
| 2012 | Rote Walze                             |                          |
| 2013 | Dülmener Rosenapfel                    |                          |
| 2014 | Reders Goldrenette                     |                          |
| 2015 | Hossfelds Gulderling                   |                          |
| 2016 | Goldrenette von Blenheim               | Goldrenette von Blenheim |
| 2017 | Roter Herbstkalvill                    |                          |

### Liste der Streuobstsorten des Jahres der ARGE Streuobst Österreich
In Österreich legt die „Österreichische Arbeitsgemeinschaft zur Förderung des Streuobstbaus und zur Erhaltung obstgenetischer Ressourcen“ (ARGE Streuobst) jährlich eine „Streuobstsorte des Jahres“ fest.
| Jahr | Obstsorte                            | Abbildung |
| ---- | ------------------------------------ | --------- |
| 2008 | Schmidberger Renette                 |           |
| 2011 | Lütticher Rambour (Apfel)            |           |
| 2012 | Florianer Rosmarin (Apfel)           |           |
| 2013 | Steirischer Maschanzker (Apfel)      |           |
| 2014 | Grüne Winawitzbirne                  |           |
| 2015 | Anna Späth (Zwetschke)               |           |
| 2016 | Gute Graue                           |           |
| 2017 | Joiser Einsiedekirsche               |           |
| 2018 | Salzburger Rosenstreifling (Apfel)   |           |
| 2019 | Roter Spenling (Zwetschke)           |           |
| 2020 | Weißer Rosmarin (Apfel)              |           |
| 2021 | Achatzlbirne                         |           |
| 2022 | Hartwiß Gelbe (Zwetschke)            |           |
| 2023 | Eiserner Kanzler Pfirsich (Pfirsich) |           |
| 2024 | St. Veiter Pfelzkirsche              |           |
| 2025 | Falchs Gulderling (Apfel)            |           |

### Liste der Schweizer Obstsorten des Jahres
In der Schweiz bestimmt die Vereinigung Fructus seit 2008 jährlich auf ihrer Mitgliederversammlung die „Schweizer Obstsorte des Jahres“.
| Jahr | Obstsorte                       | Abbildung |
| ---- | ------------------------------- | --------- |
| 2008 | Schneiderapfel                  |           |
| 2009 | Sept en gueule (Birne)          |           |
| 2010 | Schöne von Einigen (Kirsche)    |           |
| 2011 | Schweizerhose (Birne)           |           |
| 2012 | Rote Gublernuss (Walnuss)       |           |
| 2013 | Prune de Chézard (Zwetschge)    |           |
| 2014 | Alantapfel                      |           |
| 2015 | Wehntaler Hagapfel              |           |
| 2016 | Schauenburger Kirsche           |           |
| 2017 | Quitte                          |           |
| 2018 | Hauszwetschge                   |           |
| 2019 | Lüina (Kastanie)                |           |
| 2020 | Schweizer Bratbirne             |           |
| 2021 | Usterapfel                      |           |
| 2022 | Niederhelfenschwiler Beeriapfel |           |
| 2023 | Löhrpflaume                     |           |
| 2024 | Toggenburger Schafenbirne       |           |
| 2025 | Schweizer Orangenapfel          |           |